# Gare de Montereau
Gare de Montereau vasútállomás Franciaországban, Montereau-Fault-Yonne településen.

## Vasútvonalak
Az állomást az alábbi vasútvonalak érintik:
- Párizs–Marseille-vasútvonal
- Corbeil-Essonnes-Montereau-vasútvonal
- Ligne de Flamboin-Gouaix à Montereau
- Corbeil-Essonnes–Montereau-vasútvonal
- Flamboin-Gouaix–Montereau-vasútvonal

## Kapcsolódó állomások
A vasútállomáshoz az alábbi állomások vannak a legközelebb:
- Gare de Saint-Mammès (Paris Gare de l’Est, Line R)
- Gare de Villeneuve-la-Guyard
- Gare de La Grande-Paroisse (Gare de Melun, Line R)
- Paris Gare de Bercy